# Beatbox Selection Vol. 1
Beatbox Selection Vol. 1 è una raccolta del programma radiofonico di musica hip hop Beatbox dell'emittente radiofonica m2o.
Curata da Big Fish, Ensi, Roofio e Fabio B, la raccolta contiene 18 brani, di cui 12 inediti e tre remix.

## Tracce
1. Nient'Altro (Ntò, Ensi e Entics)
2. Io No (Two Fingerz e Bassi Maestro)
3. Prima di Te (Amir e PStarr)
4. Con o Senza Cash (OneMic)
5. Autodistruzione (Emis Killa)
6. Patto col Diavolo (Mondo Marcio)
7. L.E.C.C.E. (Aban)
8. 40 Anni (Dargen D'Amico)
9. Morfeo (Kiave feat. Mama Marjas)
10. Illegale (Vacca)
11. Tu non vuoi una Vita da Star (Daniele Vit e Luchè)
12. Sono il Migliore (Pula+)
13. Zoo de Roma (Noyz Narcos)
14. Nun t' n' fà RMX (Sange Mostro feat. Jovin)
15. Se Tu non sei Qui RMX (Nesli)
16. Sole (Entics)
17. Per Amore RMX (OneMic)
18. Ca' Pala (Fabio B, Svez e Speaker Cenzou)